# Carlos Coelho

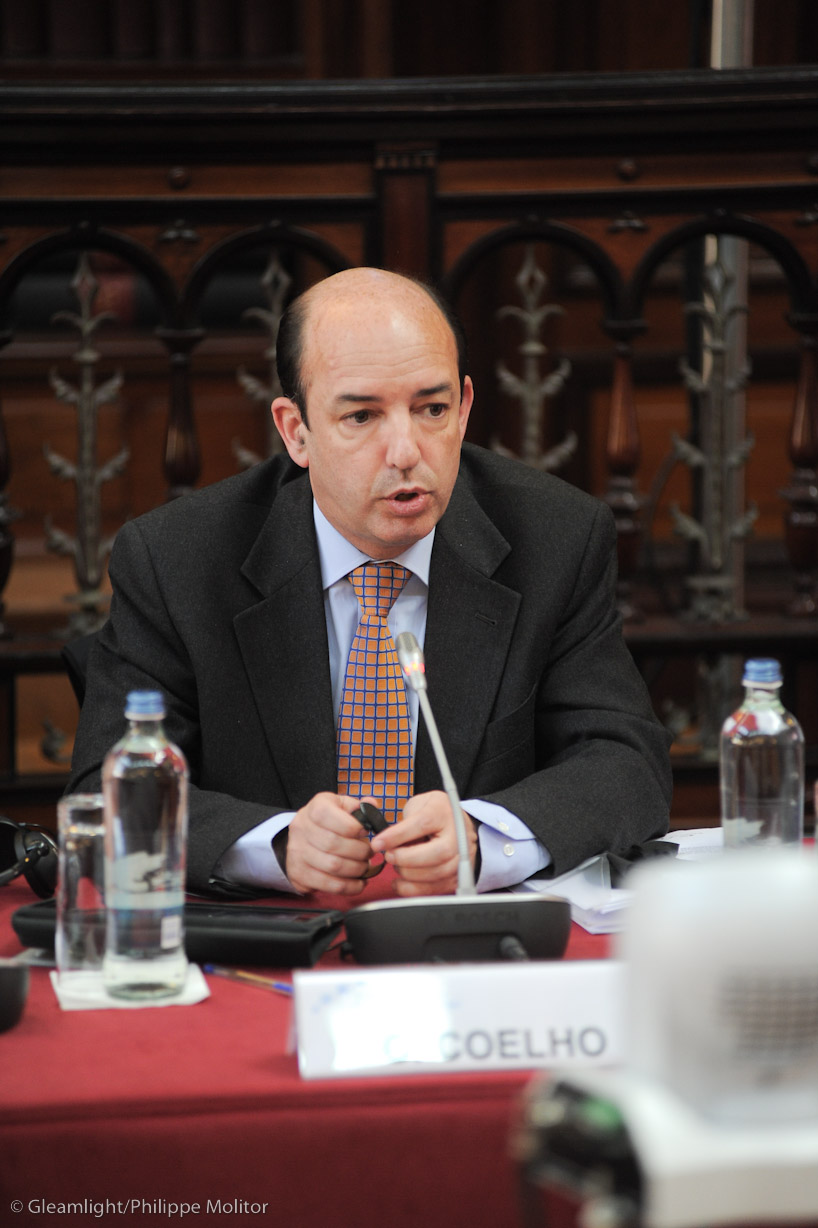
Carlos Coelho (2011)

Carlos Coelho (* 20. Mai 1960 in Lissabon) ist ein portugiesischer Politiker der PSD. Er ist seit 2023 erneut Abgeordneter des Europäischen Parlaments, dem er bereits von 1998 bis 2019 und kurzzeitig 1994 angehörte.

## Beruf
Coelho ist gelernter Versicherungsfachmann, hat allerdings nur von 1980 bis 1981 in diesem Beruf gearbeitet.

## Partei
Von 1986 bis 1988 war Coelho Vorsitzender der Jugendorganisation seiner Partei PSD. Weitere Positionen waren stellvertretender Leiter des Studienbüros, Mitglied des Parteibezirksvorstands der Stadt Santarèm und Mitglied des nationalen Vorstands der PSD.  

## Mandate und Regierungspositionen
Im Jahre 1977 gehörte Coelho bereits im Alter von 17 Jahren dem Gemeinderat von Sintra an. Ein Jahr später wurde er Mitglied der Gemeindeversammlung. Mit 19 Jahren war er einer der bislang jüngsten Abgeordneten des portugiesischen Parlaments. Von 1987 bis 1995 besetzte er die Position des Vorsitzenden des parlamentarischen Ausschusses für Jugend. Von 1989 bis zur Wahl ins Europäische Parlament war Coelho stellvertretender Fraktionsvorsitzender der PSD. 1994 wurde Coelho zusätzlich für ein Jahr stellvertretender Staatssekretär für Bildung.

## Als Mitglied des Europäischen Parlaments
1994 war Coelho erstmals Mitglied des Europäischen Parlaments, nämlich vom 11. Januar bis zum 18. Juli. Von 1998 bis 2019 gehörte er dem Coelho zum zweiten Mal an. Am 7. Juli 2023 rückte er für Álvaro Amaro nach und ist seither erneut Mitglied des Europäischen Parlaments.
Während seiner Zeit im Parlament nahm er unter anderem folgende Funktionen wahr:
- Vorsitzender im Nichtständigen Ausschuss zur behaupteten Nutzung europäischer Staaten durch die CIA für die Beförderung und das rechtswidrige Festhalten von Gefangenen
- Mitglied des Ausschusses für Bürgerrechte, Justiz und Inneres
- Mitglied in der Delegation in der Paritätischen Parlamentarischen Versammlung AKP-EU
- Stellvertreter im Ausschuss für Industrie, Forschung und Energie
- Mitglied des Vorstands der Fraktion der Europäischen Volkspartei

## Sonstige Positionen
Von 1988 bis 1992 war Coelho Vorsitzender des Verwaltungsrats der portugiesisch-atlantischen Vereinigung junger politischer Führungskräfte. Seit 2000 ist er stellvertretender Vorsitzender des Instituts Francisco Sà Carneiro (entspricht der Konrad-Adenauer-Stiftung in Deutschland).